# Joon
Joon est une ancienne compagnie aérienne française, filiale d'Air France, créée en 2017 et disparue en 2019.
Le 1er décembre 2017, elle effectue ses premiers vols à destination de Barcelone, Berlin et Lisbonne. À partir du 25 mars 2018, la compagnie effectue des vols long-courriers. La compagnie cesse ses opérations à compter du 27 juin 2019 et fusionne avec Air France.

## Historique
Sa création est annoncée le 3 novembre 2016 avec le plan de développement « Trust Together ». Sa création est approuvée par les pilotes d'Air France à l'issue d'un référendum organisé par le Syndicat national des pilotes de ligne, dont les résultats sont publiés le 20 février 2017. Le démarrage des lignes exploitées en son nom est prévu à l'hiver 2017.
Le 20 juillet 2017, Air France annonce que cette nouvelle compagnie est baptisée Joon et débutera son activité à compter du 29 octobre 2017,,. Le nom Joon a été choisi pour remplacer le nom initial du projet Boost.
Le 25 septembre 2017, les premières destinations sont confirmées : Joon desservira Berlin, Lisbonne, Porto et Barcelone à compter du 1er décembre 2017. Deux destinations long-courriers sont également annoncées pour l'été 2018 : Mahé (Seychelles) et Fortaleza (Brésil).
En décembre 2018, la jeune compagnie soulignait avoir atteint ses objectifs, en ayant « notamment réussi à ramener à l'équilibre le réseau moyen-courrier du « hub » de Roissy-CDG, déficitaire depuis de nombreuses années ».

### Fusion avec Air France
Le 10 janvier 2019, treize mois à peine après son lancement par l'ancien PDG d'Air France-KLM, Jean-Marc Janaillac et l'ancien directeur général d'Air France, Franck Terner, cette filiale d'Air France à coûts inférieurs par rapport à ceux de sa maison-mère, est enterrée.
Air France précise avoir « décidé de lancer un projet portant sur l'avenir de la marque Joon et l'intégration des salariés et des avions de Joon au sein d'Air France », une décision qui « intervient en parallèle à la conclusion d'un accord entre la direction et les personnels navigants commerciaux (PNC) sur leurs conditions de travail ». La fusion doit avoir lieu au début de l'été 2019. La compagnie précise que tous les vols Joon pour lesquels des billets ont déjà été vendus ou sont encore proposés à la vente seraient assurés par Joon jusqu'à la finalisation du projet puis repris par Air France. Les A320 et A321 seront progressivement réintégrés à Air France après peinture pour passage à la livrée Air France, et les A340.
La maison mère explique que la marque a été « dès le départ difficilement comprise par les clients, par les salariés, par les marchés, par les investisseurs ».

## Modèle économique
Cette compagnie à prix moins chers était déployée sur les destinations moyen et long-courrier déficitaires. Elle était dotée de 28 appareils, exploités par du personnel sous contrat de travail Boost, à l'exception des pilotes qui étaient sous contrat de travail Air France. Ces destinations représentent 35 % des lignes desservies par Air France.

## Activité, résultat, effectif
|                                        | 2017 | 2018 |
| -------------------------------------- | ---- | ---- |
| Chiffre d'affaires en millions d'euros | 7    | 222  |
| Résultat net en millions d"euros       | -2,3 | 1,23 |
| Effectif moyen annuel                  | 143  | 450  |

## Lignes
À partir du 1er décembre 2017, Joon ouvre ses premières lignes vers Barcelone, Berlin, Porto et Lisbonne, avec des billets à partir de 39 €. À compter du 25 mars, Joon proposera des vols vers Rome, Naples, Oslo et Istanbul. Les deux premières destinations long-courriers seront Fortaleza et Mahé puis s'ajouteront Le Caire (Égypte), Téhéran (Iran), Le Cap (Afrique su Sud) et Bombay (Inde). Depuis le 4 aout 2018, Joon dessert également Saint Martin et jusqu'au 27 octobre 2018. Air France utilisant habituellement un A330-200 (208 sièges) sur cette destination a préféré un A340 (278 sièges) de Joon sur cette période, utilisant ainsi Joon pour la première fois comme réponse face à la hausse de la demande.

## Flotte Historique

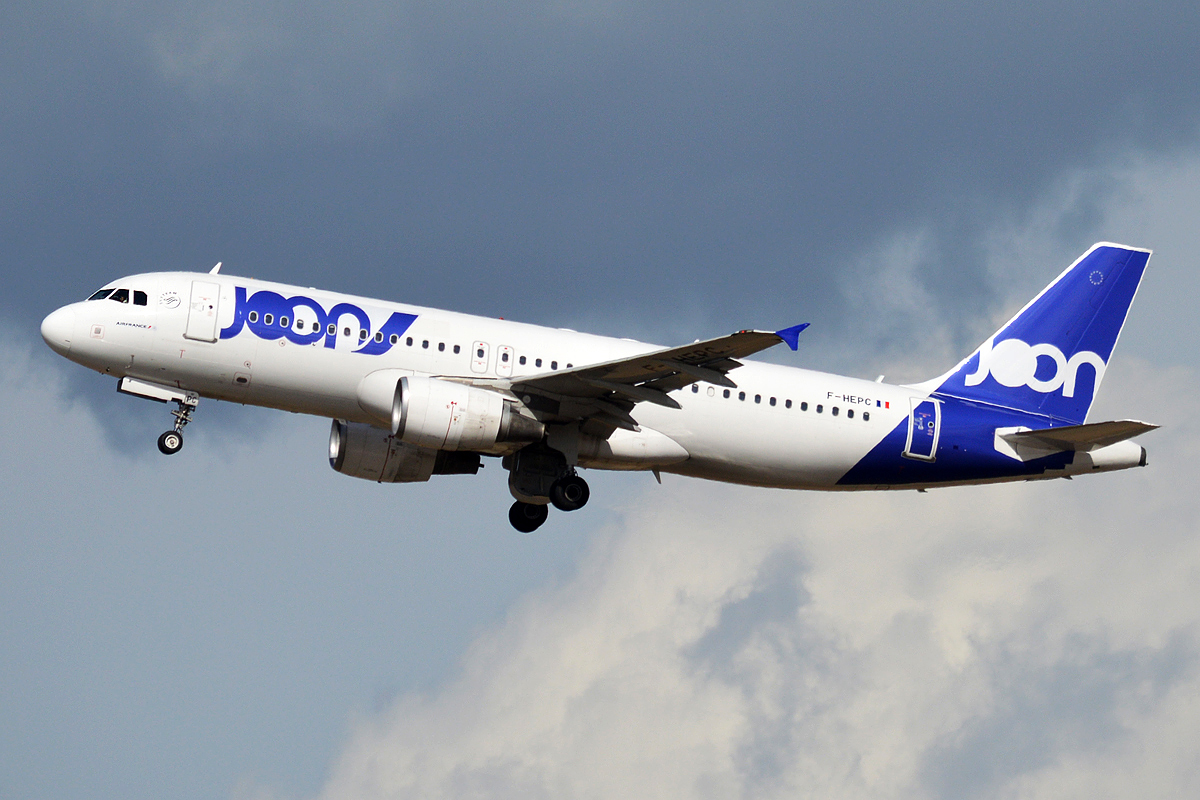
Airbus A320 Joon - F-HEPC

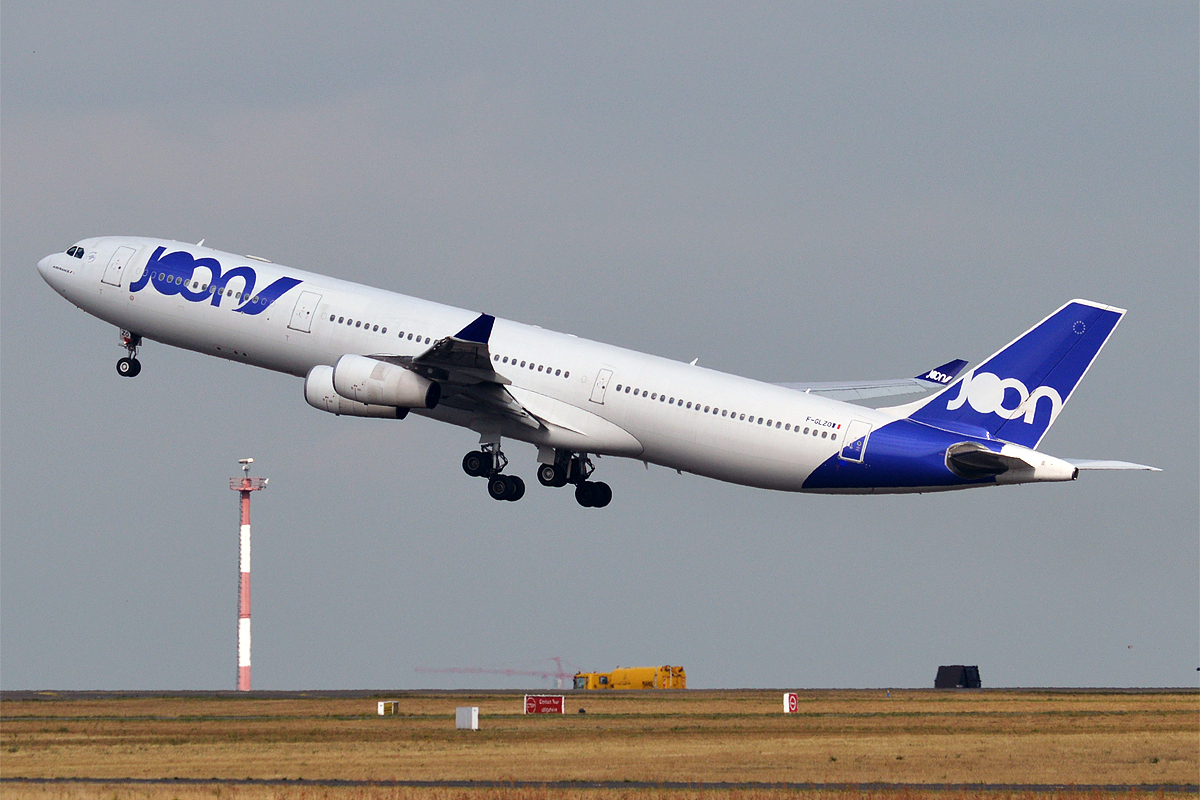
Airbus A340 Joon - F-GLZO

Joon devait atteindre une flotte de 18 Airbus A320 et 10 long-courriers d'ici 2020.

### Liste des appareils
Ci-dessous la liste des appareils en service sur Joon :
| Immat. | Type     | Numéro de série | Entrée en flotte Joon | Entrée en flotte Air France (âge) | Notes                               |
| ------ | -------- | --------------- | --------------------- | --------------------------------- | ----------------------------------- |
| F-GKXH | A320-214 | 1924            | 1er décembre 2017     | 13 février 2003                   | Transféré à Air France en juin 2019 |
| F-GKXI | A320-214 | 1949            | 6 décembre 2018       | 19 mars 2003                      | Transféré à Air France en juin 2019 |
| F-GKXN | A320-214 | 3008            | 1er décembre 2017     | 26 janvier 2007                   | Transféré à Air France en juin 2019 |
| F-GKXR | A320-214 | 3795            | 2 décembre 2017       | 24 février 2009                   | Transféré à Air France en juin 2019 |
| F-GKXT | A320-214 | 3859            | 1er décembre 2017     | 24 février 2009                   | Transféré à Air France en juin 2019 |
| F-GKXV | A320-214 | 4084            | 15 décembre 2017      | 10 novembre 2009                  | Transféré à Air France en juin 2019 |
| F-GKXY | A320-214 | 4105            | 2 décembre 2017       | 25 novembre 2009                  | Transféré à Air France en juin 2019 |
| F-HEPC | A320-214 | 4267            | 1er décembre 2017     | 28 avril 2009                     | Transféré à Air France en juin 2019 |

| Immat. | Type     | Numéro de série | Entrée en flotte Joon | Entrée en flotte Air France (âge) | Notes                               |
| ------ | -------- | --------------- | --------------------- | --------------------------------- | ----------------------------------- |
| F-GTAJ | A321-211 | 1476            | 23 mars 2018          | 11 avril 2001                     | Transféré à Air France en juin 2019 |
| F-GTAK | A321-211 | 1658            | 16 mars 2018          | 18 janvier 2002                   | Transféré à Air France en juin 2019 |
| F-GTAM | A321-211 | 1859            | 23 mars 2018          | 21 mars 2003                      | Transféré à Air France en juin 2019 |
| F-GTAS | A321-212 | 3419            | 16 mars 2018          | 3 mars 2008                       | Transféré à Air France en juin 2019 |
| F-GTAT | A321-212 | 3441            | 8 novembre 2018       | 25 mars 2008                      | Transféré à Air France en juin 2019 |

| Immat. | Type     | Numéro de série | Entrée en flotte Joon | Entrée en flotte Air France (âge) | Notes                               |
| ------ | -------- | --------------- | --------------------- | --------------------------------- | ----------------------------------- |
| F-GLZK | A340-313 | 207             | 4 avril 2018          | 2 janvier 1998                    | Transféré à Air France en juin 2019 |
| F-GLZN | A340-313 | 245             | 22 juin 2018          | 30 novembre 1998                  | Transféré à Air France en juin 2019 |
| F-GLZO | A340-313 | 246             | 11 mai 2018           | 4 décembre 1998                   | Transféré à Air France en juin 2019 |
| F-GLZP | A340-313 | 260             | 19 mars 2018          | 25 février 1999                   | Transféré à Air France en juin 2019 |

### Évolution de la flotte
Avant absorption de Joon par Air France, l'évolution prévisionnelle de la flotte était comme indiquée dans le tableau ci-dessous. Finalement, le niveau prévu pour l'été 2019 ne sera jamais atteint. Au moment de l'annonce de la disparition de Joon, la compagnie dispose de dix-sept appareils.
| Saison          | Flotte en service lors de la saison | Modèles                                    |
| --------------- | ----------------------------------- | ------------------------------------------ |
| hiver 2017-2018 | 7                                   | 7 A320                                     |
| été 2018        | 15                                  | 7 A320 + 4 A321 + 4 A340-300               |
| hiver 2018-2019 | 21                                  | 11 A321 + 6 A320 + 4 A340-300              |
| été 2019        | 22                                  | 12 A321 + 6 A320 + 4 A340-300              |
| hiver 2019-2020 | 24                                  | 11 A321 + 6 A320 + 4 A340-300 + 3 A350-900 |
| été 2020        | 28                                  | 12 A321 + 6 A320 + 4 A340-300 + 6 A350-900 |
| hiver 2020-2021 | 27                                  | 11 A321 + 6 A320 + 3 A340-300 + 7 A350-900 |
| été 2021        | 28                                  | 12 A321 + 6 A320 + 10 A350-900             |

## Destinations
Début 2019, avant absorption de Joon par Air France, Joon dessert les destinations suivantes :
Moyen-courrier :
- Barcelone-El Prat
- Berlin-Tegel
- Lisbonne-H. Delgado
- Porto-F. Sá-Carneiro
- Naples-Capodichino
- Rome Léonard-de-Vinci/Fiumicino
- Istanbul
- Oslo-Gardermoen
- Bergen
- Budapest-Ferenc Liszt
- Madrid
- Stockholm
- Prague
- Manchester

Long-courrier :
- Le Caire
- Le Cap
- Fortaleza
- Mahé-Seychelles international
- Bombay-Chhatrapati-Shivaji
- Saint Martin
- Quito